# Cas elatiu
El cas gramatical elatiu (del llatí efferre, 'portar' o 'treure') és un cas locatiu que significa «fora de».
En finès, l'elatiu rep el sufix -sta/stä, segons les regles de l'harmonia vocàlica.
En estonià s'afegeix «st» a l'arrel en genitiu.
En hongarès s'empra el sufix «ból/ből».
«Fora de casa» es diu:
- Finès: «talosta» (talo: casa)
- Estonià: «majast» (maja: casa)
- Hongarès: «házból» (haz: casa)

Els altres casos locatius en finès són:
- Cas inessiu («dins de»)
- Cas il·latiu («cap dins de»)
- Cas adessiu («sobre» indicant localització)
- Cas al·latiu («sobre» indicant desplaçament)
- Cas ablatiu («des de fora de»)